# 马焦雷堡
马焦雷堡是意大利艾米利亚-罗马涅大区博洛尼亚省的一个镇，距离大区首府博洛尼亚约9公里。